# NGC 5617
NGC 5617 је расејано звездано јато у сазвежђу Кентаур које се налази на NGC листи објеката дубоког неба.
Деклинација објекта је - 60° 42' 39" а ректасцензија 14h 29m 44,0s. Привидна величина (магнитуда) објекта NGC 5617 износи 6,3. NGC 5617 је још познат и под ознакама OCL 919, ESO 134-SC4.